# درون‌شارش (آب‌شناسی)

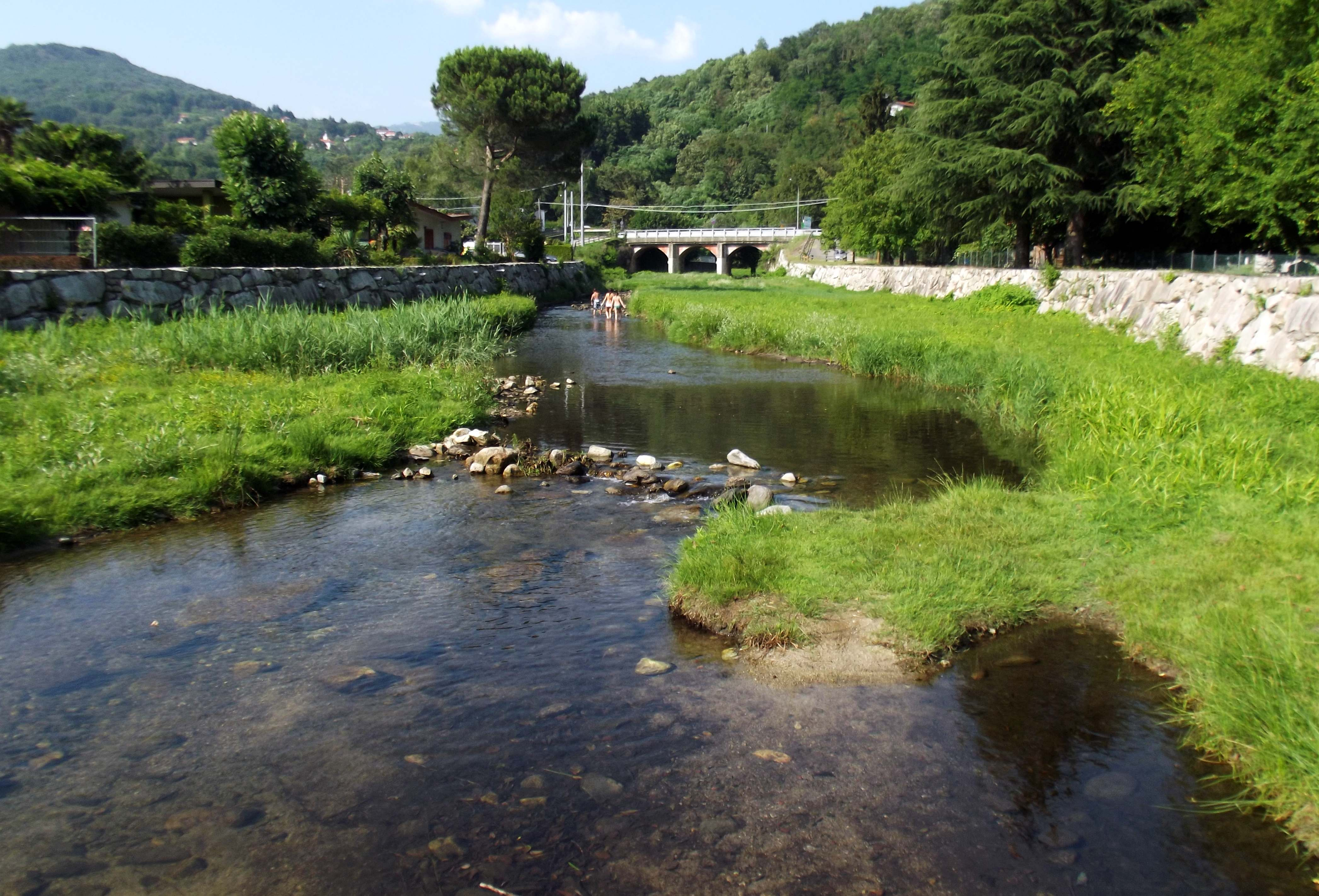
یکی از جریان‌های ورودی دریاچه اورتا در ایتالیا

در آب‌شناسی، درون‌شارش (انگلیسی: Inflow) یا جریان ورودی یک پهنه آبی به منشأ و سرچشمه آن پهنه آبی گفته می‌شود. این اصطلاح ممکن است برای اشاره به میانگین حجم آب ورودی در واحد زمان نیز به کار رود که در این صورت در مقابل برون‌شارش قرار می‌گیرد.

## دید کلی
همه پهنه‌های آبی دارای چند جریان ورودی هستند ولی اغلب یک درون‌شارش، جریان اصلی و بزرگ‌ترین منبع آب آن پهنه است. با این حال در بسیاری از موارد هیچ درون‌شارش منفردی منبع اصلی آب نبوده و پهنه آبی دارای چندین درون‌شارش عمده است. درون‌شارش یک دریاچه ممکن است یک رود یا جویبار باشد که به سوی دریاچه جریان دارند. در برخی موارد درون‌شارش ممکن است از نوع رواناب نباشد، بلکه حاصل از انواع گوناگون بارندگی مانند باران باشد.
اصطلاح درون‌شارش ممکن است برای اشاره به تغذیه آب‌های زیرزمینی نیز به کار رود.